# راس پرو

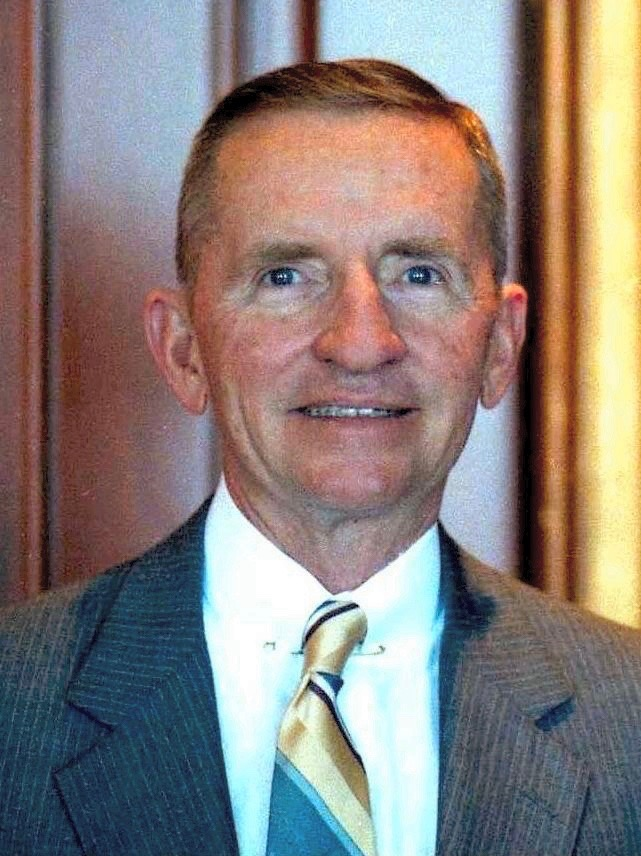

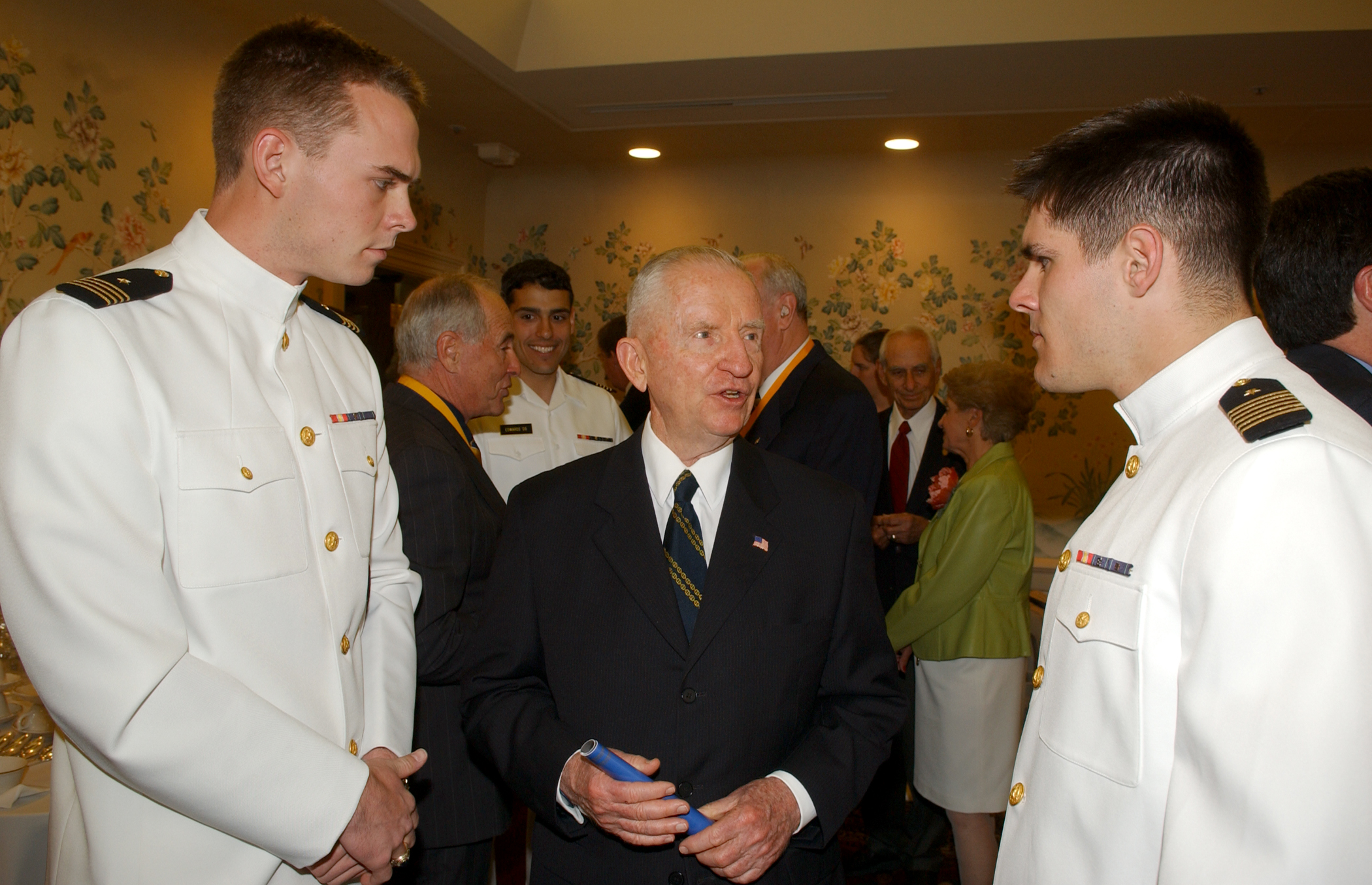
پرو در نزد ملوانان نیروی دریایی آمریکا

راس پرو (به انگلیسی: Ross Perot) (زادهٔ ۲۷ ژوئن ۱۹۳۰ – درگذشتهٔ ۹ ژوئیه ۲۰۱۹)، سیاست‌مدار و میلیاردر آمریکایی اهل تگزاس بود. ثروت وی در سال‌های آخر حیاتش حدود ۴٫۱ میلیارد دلار برآورد می‌شد.
پرو در انتخابات ریاست جمهوری آمریکا در سالهای ۱۹۹۲ و ۱۹۹۶ شرکت کرد و رقیب جدی بیل کلینتون بود. وی در انتخابات سال ۱۹۹۲، ۱۹٪ کل آرا شمرده شده آمریکا را به دست آورد. به این ترتیب یکی از موفق‌ترین نامزدهای مستقل در تاریخ انتخابات ریاست جمهوری آمریکا لقب گرفت.
پرو قسمتهایی از ثروت خود را به موسسات دانشگاهی تگزاسی بخشید. از جمله این موسسات می‌توان مرکز پزشکی دانشگاه تگزاس شعبه جنوب‌غربی و مرکز پژوهش‌های تصویری مرکز علوم درمانی تگزاس در سن‌آنتونیو را نام برد.